# Merodon equestris
Merodon equestris là một loài ruồi trong họ Ruồi giả ong (Syrphidae). Loài này được Fabricius mô tả khoa học đầu tiên năm 1794. Merodon equestris phân bố ở vùng Cổ Bắc giới

## Hình ảnh

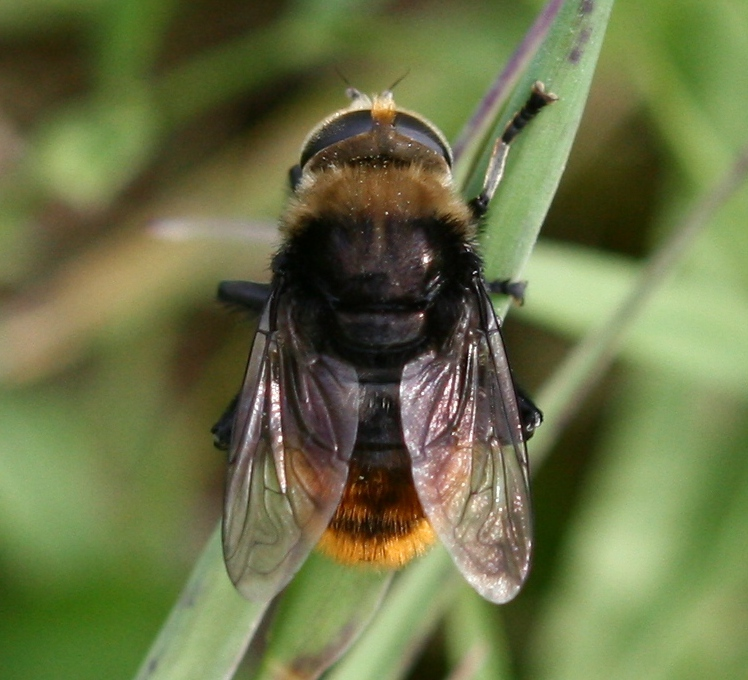
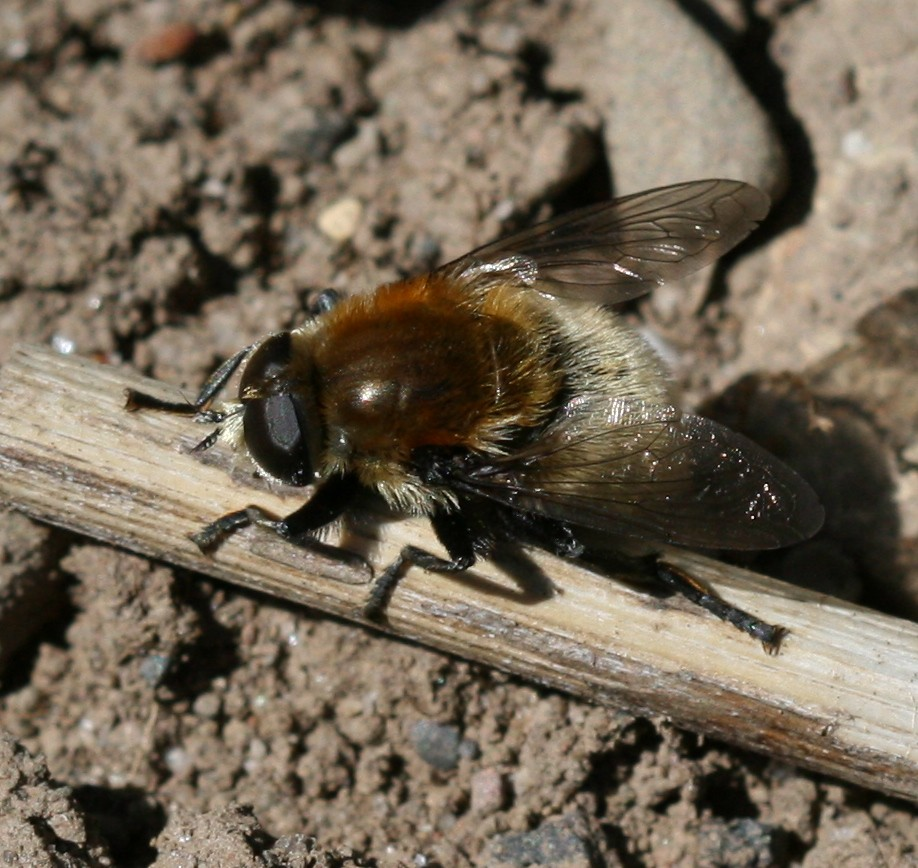
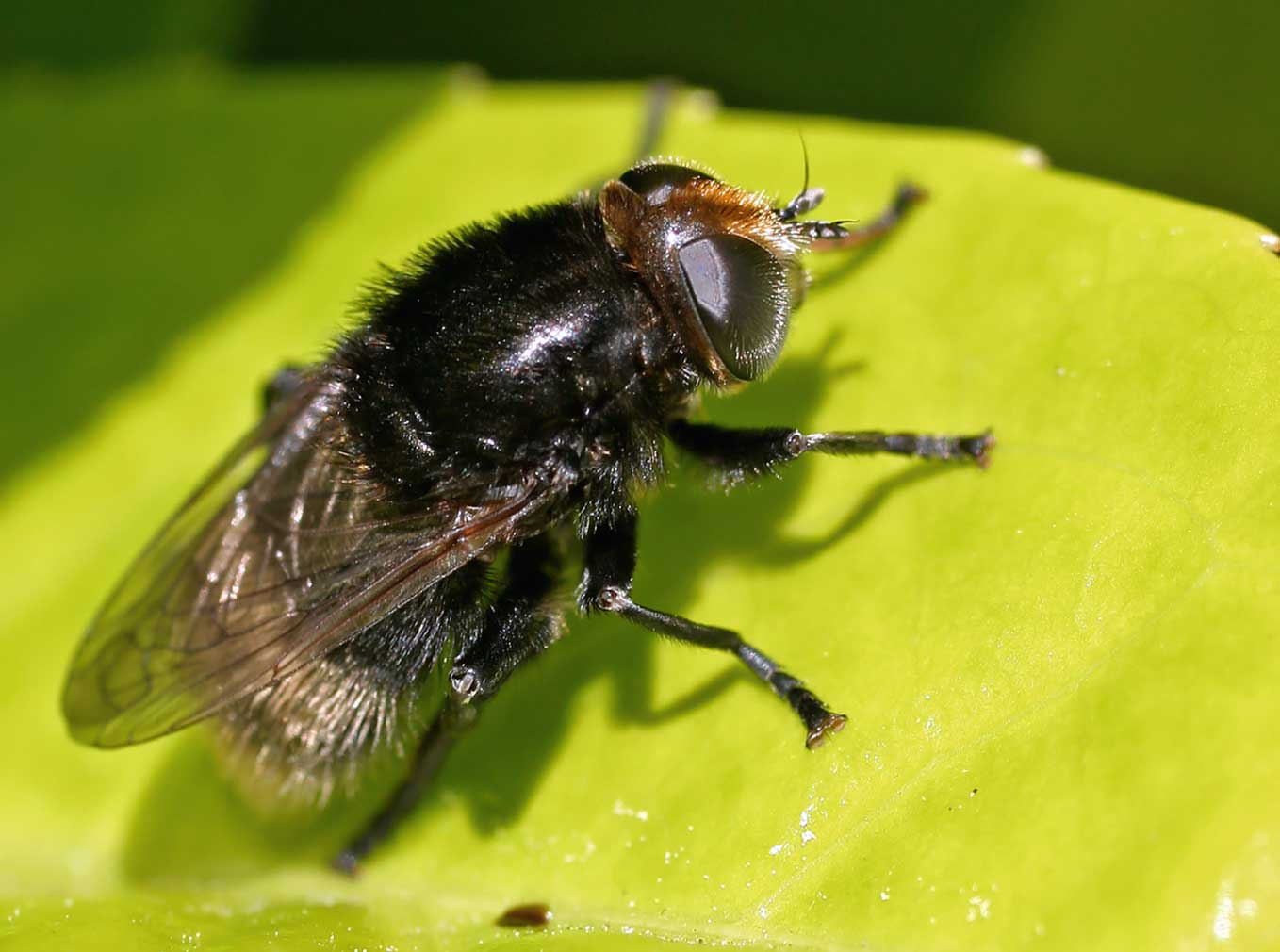
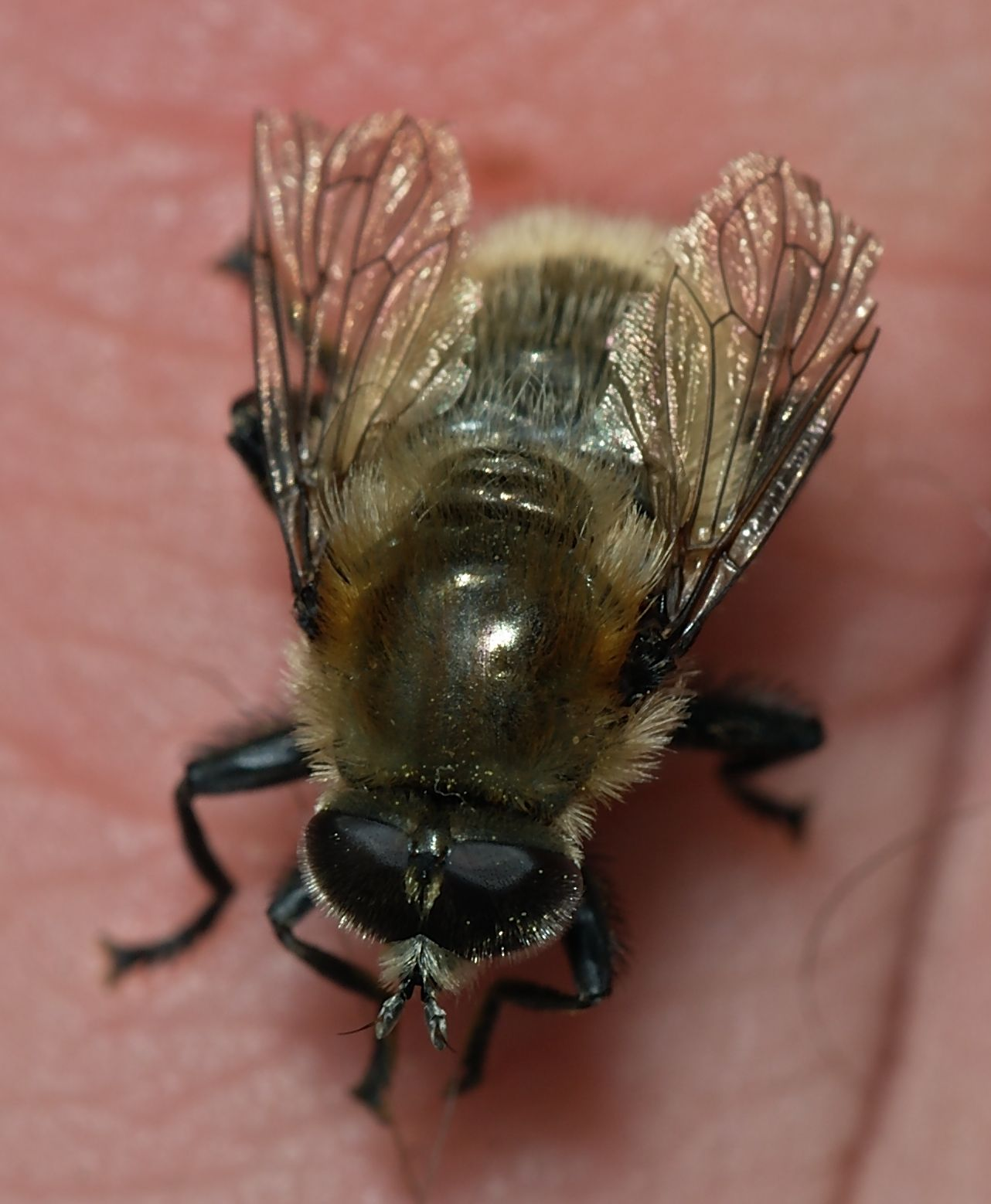